# Acarospora insignis
Acarospora insignis är en lavart som beskrevs av H.Magn.. Acarospora insignis ingår i släktet spricklavar, och familjen Acarosporaceae. Arten är reproducerande i Sverige.